# Castillo de Casasola
El castillo de Casasola es una fortificación en ruinas del municipio español de Chinchón.

## Descripción
El castillo se encuentra dentro del término municipal madrileño de Chinchón, próximo al curso del río Tajuña. Data del siglo XV.
Las ruinas habrían quedado protegidas de forma genérica el 22 de abril de 1949, mediante un decreto publicado el 5 de mayo de ese mismo año en el Boletín Oficial del Estado con la rúbrica del jefe del Estado Francisco Franco y del ministro de Educación Nacional José Ibáñez Martín, que sostenía que «Todos los castillos de España, cualquiera que sea su estado de ruina, quedan bajo la protección del Estado». En la actualidad contaría con el estatus de Bien de Interés Cultural.